# Slančík (powiat Koszyce-okolice)
Slančík – wieś (obec) na Słowacji położona w kraju koszyckim, w powiecie Koszyce-okolice. Pierwsze wzmianki o miejscowości pochodzą z roku 1270. 
Według danych z dnia 31 grudnia 2012, wieś zamieszkiwało 216 osób, w tym 114 kobiet i 102 mężczyzn.
W 2001 roku rozkład populacji względem narodowości i przynależności etnicznej wyglądał następująco:
- Słowacy – 98,65%
- Czesi – 0,45%
- Węgrzy – 0,9%

Ze względu na wyznawaną religię struktura mieszkańców kształtowała się w 2001 roku następująco:
- Katolicy rzymscy – 65,47%
- Grekokatolicy – 4,48%
- Ewangelicy – 0,9%
- Ateiści – 0,9%